# إيفلين ميس ديلي
إيفلين بيرنلوهر ميس ديلي (بالإنجليزية: Evelynne Mess Daily)‏ (من 8 يناير عام 1903 وحتى 9 يناير عام 2003)، وهي منمشة أمريكية وطّبّاعة ورسامة ومصورة ومعلمة فنون من إنديانابوليس في إنديانا، أسست جمعية إنديانا للطّبّاعين في عام 1934. كانت نشطة أيضاً في مجتمع الفنون إلى جانب زوجها الأول وزميلها الفنان جورج جوزيف ميس في إنديانابوليس ومقاطعة براون في إنديانا. حصلت على درجة الدكتوراه الفخرية في الفلسفة عام 1973 من كلية كولورادو اللاهوتية، وحصلت أيضاً في عام 1987على جائزة «ساغامور أوف واباش»، وكانت رئيساً سابقاً لاتحاد إنديانا لأندية الفنون، وأميناً سابقاً لنادي فناني إنديانا.
مُثّل عملها في العديد من المجموعات الدائمة التي شملت مكتبة الكونغرس ومتحف إنديانا للفنون ومتحف ولاية إنديانا ومكتبة ولاية إنديانا ومتحف جامعة إنديانا للفنون ومتحف ريتشموند للفنون وجامعة ديباو ومتحف فيلادلفيا للفنون.

## النشأة والتعليم
ولدت إيفلين تشارلين بيرنلوهر في 8 يناير عام 1903 في إنديانابوليس في إنديانا، لأبيها جون إيه ووالدتها آنا بي بيرنلوهر. كان جون بيرنلوهر صائغاً منحدراً من النسب الألماني، وشريكاً مع شقيقه في شركة مجوهرات إنديانابوليس. كانت آنا بيرنلوهر ربة منزل من النسب السويسري، والتي كانت عائلتها تدير مخبزاً محلياً. استمتع جون وآنا بيرنلوهر بالموسيقى والفنون.
تألفت عائلة بيرنلوهر من ستة أطفال (ثلاث فتيات وثلاثة أولاد)، توفي اثنان منهم في مرحلة الطفولة. وأما أشقاؤه الذي بقوا على قيد الحياة هم لينورا وويلمر وجون.
كفرد من عائلة موسيقية، تعلمت إيفلين العزف على البيانو والعديد من الآلات الوترية، بما في ذلك البانجو والمندولين والإيتار، لكنها طورت اهتماماً كبيراً بالرسم في سن مبكرة وتطلعت لتصبح فنانة.
ارتادت بيرنلوهر مدارس إنديانابوليس العامة. وحصلت على منحة دراسية للانضمام إلى دروس فنون السبت الصباحية في معهد جون هيرون للفنون في إنديانابوليس. (مهد معهد هيرون للفنون السبيل لنشوء متحف إنديانابوليس للفنون). واصلت بيرنلوهر حضور دروس نهاية الأسبوع في هيرون خلال سنوات دراستها الثانوية في مدرسة أرسنال الفنية في إنديانابوليس، حيث درست مع الرسام فريدريك بولي.
درست أيضاً لمدة عام في مدرسة شورتريدج الثانوية في إنديانابوليس في الفترة الممتدة بين عامي 1920 و1921، وذلك قبل الالتحاق بجامعة بتلر، لكنها غادرت بعد عام من أجل إكمال دراستها في هيرون. أمضت السنتين التاليتين (1923 - 1924) كطالب متفرغ في هيرون، حيث درست في عهد ويليام فورسيث وكليفتون ويلر، وعلمت دروس الفنون للأطفال من أجل الحصول على شهادة تدريس الفن. والتحقت أيضاً بمدرسة ويمان آدمز للوحات الفنية في نيويورك ومعهد شيكاغو للفن ومدرسة الفنون الجميلة.

## العائلة والزواج
التقت بيرنلوهر بزوجها الأول جورج جوزيف ميس عام 1925، أثناء مساعدته في دروس الفنون المسائية في هيرون. كان جورج ميس فناناً تجارياً وأحد الطلاب في صف ويليام فورسيث.
تزوجت بيرنلوهر وجورج في 28 أبريل عام 1925 في منزل عائلتها في إنديانابوليس. أنشأ الزوجان بعد زواجهم استديو فني في غرفة معيشة منزلهما الموجود في ضاحية برود ريبل. توفي جورج ميس في عام 1962 بعد ما يقارب عقدين من معاناته اعتلالاً في الصحة. ولم يُرزق الزوجين بأي أطفال.
قالت إيفلين عن زوجها جورج: «الزواج أمرٌ رائع إذا كان الأشخاص المعنيون شركاء حقيقيين، وخاصةً إذا عملوا معاً في مجال كلاهما يحبه، كما فعلنا أنا وجورج»، «تشاركنا كل شيء فعلناه في الفن واستكملنا بعضنا البعض».
قابلت إيفلين نيس زوجها الثاني إدوارد ديلي في عام 1968، وتزوجوا في العام التالي وأقاموا في منزل قريب من ناشفيل في مقاطعة براون في إنديانا. توفي إدوارد ديلي في عام 1974.

## الحياة المهنية
حصلت بيرنلوهر بعد تخرجها من معهد هيرون للفنون في عام 1924، على وظيفة تدريس للفن في ثانوية إمريتش الإرشادية في إنديانابوليس، لكنها قررت عدم تجديد عقد التدريس في العام التالي.
ساعدت بيرنلوهر في دروس الفنون المسائية في هيرون، بهدف الحفاظ على معارفها في مجتمع الفنون في إنديانابوليس. وعملت على فنها في الاستديو المنزلي الخاص بها. كان من غير المعتاد في ذلك الوقت أن تستمر المرأة في حياتها المهنية بعد الزواج، ولكن إيفلين بيرنلوهر ميس ديلي أحبت فنها بشكل أكبر من أن تتخلى عنه.
رسي تركيز إيفلين بيرنلوهر ميس ديلي الفني دوماً على التنميش المُستوحى من الرسوم الصحفية لفريدريك بولي، والذي درّس فنها في ثانوية أرسنال التقنية.
أسس الثلاثي المؤلف من إيفلين وزوجها جورج وشقيق زوجته في عام 1927 جنباً إلى جنب «أكاديمية سيركل آرت»، وهي مدرسة فنون تجارية موجودة في إنديانابوليس. لم تُدرّس إيفلين إلا خلال السنة الأولى من عملها، على الرغم من أن الأكاديمية ظلت تعمل حتى عام 1932. بعد ذلك، ركزت بدوام كامل على التنميش والطباعة.